# Julien Frier
Pas d'image ? Cliquez ici

a Compétitions nationales et continentales officielles uniquement.

b Matchs officiels uniquement.
Dernière mise à jour le 27 octobre 2012.
Julien Frier, né le 28 septembre 1974 à Grenoble (Isère), est un joueur français de rugby à XV qui évolue au poste de troisième ligne centre notamment au sein de l'effectif du CS Bourgoin-Jallieu et du FC Grenoble au cours de sa carrière.

## Biographie
C'est à Beaurepaire que Julien Frier commence le rugby, dès l'âge de cinq ans. Il fit ensuite d'autres sports, avant de chausser à nouveau les crampons avec les cadets du FC Grenoble, sacré champion de France Gauderman en 1991 et Reichel en 1992. Il débute en senior avec son club formateur de Beaurepaure, club avec qui il connaitra une montée en fédérale 1, avant de rejoindre l'effectif professionnel du CSBJ. 
En juin 2005, il est sélectionné avec les Barbarians français pour aller défier la Western Province à Stellenbosch en Afrique du Sud. Les Baa-Baas s'inclinent 22 à 20.
En novembre 2009, il joue de nouveau avec les Barbarians français contre un XV de l'Europe FIRA-AER au Stade Roi Baudouin à Bruxelles. Ce match est organisé à l'occasion du 75e anniversaire de la FIRA – Association européenne de rugby. Les Baa-Baas l'emportent 26 à 39.
En 2011, après avoir été plusieurs fois capitaine du CSBJ, Julien Frier met un terme à sa carrière. Il a depuis entreprit une formation de Manager Général de Club Professionnel, et a ouvert un restaurant-hôtel à Saint-Jean-de-Bournay, au sud de Lyon.

## Palmarès

### En club
- Championnat de France :
  - Finaliste (1) : 1997
- Challenge européen :
  - Vainqueur (1) : 1997
  - Finaliste (2) : 1999, 2009
- Coupe de France :
  - Finaliste (2) : 1997 et 1999
- Coupe Frantz-Reichel :
  - Vainqueur (1) : 1992
- Challenge Pierre-Gaudermen :
  - Vainqueur (1) : 1991
- Cape du FC Grenoble rugby[5]

### En équipe nationale
- Équipe de France A : 3 sélections en 2003 (Écosse A, Irlande A, Italie A)
- 1 essai (5 points)